# Nuwaubian Nation

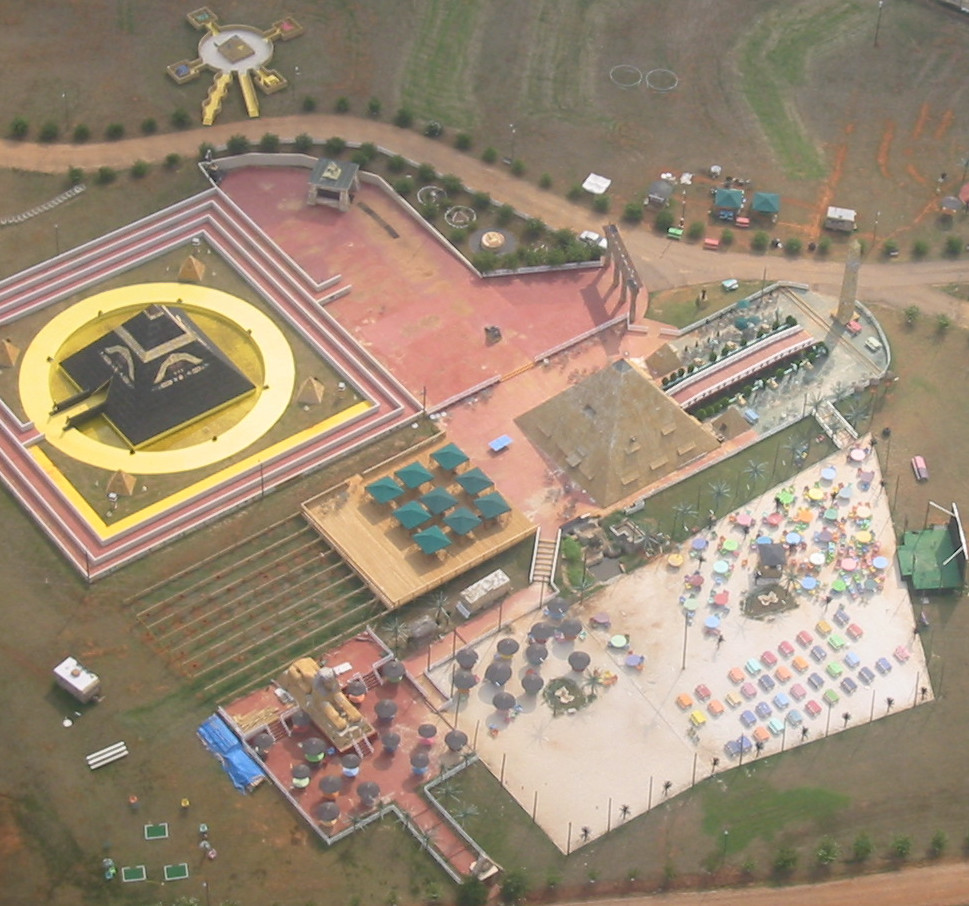
de Tama-Re-basis in 2002

De Nuwaubian Nation is een Amerikaanse religieuze groepering die opgericht is en geleid wordt door Dwight York, ook bekend als Malachi Z. York. 
De groepering heeft meerdere namen gebruikt, waaronder Ansaru Allah Community, Holy Tabernacle Ministries, United Nuwaubian Nation of Moors (na de verhuizing naar Georgia), Yamassee Native American Moors of the Creek Nation (deze naam werd ook in Georgia gebruikt toen hij beweerde dat hij via Egyptische migratie en onderlinge huwelijken afstamde van de oude Olmeken) en Nuwaubian Nation of Moors.
Het Southern Poverty Law Center heeft York beschreven als een "racistische sekteleider" en heeft de organisatie als "haatgroep" aangeduid.

## Geschiedenis
York begon met het oprichten van Afro-Amerikaanse moslimgroepen in 1967 in New York. Hij wijzigde meerdere malen zijn leer en de namen van zijn groepen, waarbij hij concepten uit het jodendom, christendom en talrijke esoterische geloofsovertuigingen overnam.
Eind jaren 1980 gaf hij de islamitische theologie van zijn beweging op ten gunste van het Kemetisme en ufo-religie. In 1991 vestigde hij zijn gemeenschap in het noorden van de staat New York. Vervolgens verhuisden ze naar een locatie nabij Eatonton, de hoofdplaats van Putnam County (Georgia). Zijn volgers bouwden daar een op Oud-Egyptische architectuur gebaseerd gebouwencomplex genaamd Tama-Re. De groep veranderde haar naam naar de United Nuwaubian Nation of Moors ("Verenigde Nuwaubische Natie van Moren"). Tegen het jaar 2000 telde de United Nuwaubian Nation of Moors ongeveer 500 aanhangers. Ze trokken duizenden bezoekers aan voor Savior's Day (de verjaardag van York, 26 juni).
Het aantal volgelingen nam sterk af nadat York voor meerdere aanklachten van kindermisbruik en financiële overtredingen veroordeeld werd en in april 2004 een celstraf opgelegd kreeg van 135 jaar in de federale gevangenis. De Tama-Re-basis werd verkocht onder verbeurdverklaring van de overheid en vervolgens vernietigd. 
- Library of Congress Control Number: sh2010000253
- Nationale Bibliotheek van Israël: 987007574608605171